# Unterseeboot 192
L'Unterseeboot 192 (ou U-192) est un sous-marin allemand (U-Boot) de type IX.C/40 utilisé par la Kriegsmarine pendant la Seconde Guerre mondiale.

## Historique
Le sous-marin est construit à Brême en 1942, il est déclaré apte au service en avril 1943, après une série d'essais de quatre mois effectuée en mer Baltique. L'U-192 est un U-Boot de type IX, possédant une grande autonomie et un nombre de torpilles important. 
Mis en service le 16 novembre 1942, l'Unterseeboot 192 reçoit sa formation à Stettin en Allemagne au sein de la 4. Unterseebootsflottille jusqu'au 30 avril 193, il est affecté dans une formation de combat à Lorient à la 10. Unterseebootsflottille, port qu'il atteindra jamais.

Il quitte le port de Kiel pour sa première mission le 13 avril 1943 sous les ordres de l'Oberleutnant zur See Werner Happe pour patrouiller dans l'Atlantique. Après 24 jours en mer, l'U-192 disparaît sans laisser de trace, emportant avec lui 55 marins.
Durant les trois premières semaines de mission, l'opérateur radio signale la position comme l'exige le protocole. Début mai, le contact est perdu. En juin, la marine de guerre allemande considère le sous-marin comme perdu. Après la guerre, des experts alliés avancent l'hypothèse que l'U-192 ait pu être coulé lors de son attaque contre le convoi SC-128 ; le HMS Loosestrife (en) déclare avoir attaqué un sous-marin le 6 mai près du Cap Farvel au Groenland où était censé se trouver l'U-192 à la position géographique de 53° 06′ N, 45° 02′ O. Cependant, les résultats de cette attaque ne sont pas considérés comme probants, en effet le sous-marin n'est pas identifié et il n'est pas davantage confirmé qu'il ait coulé. Le mystère quant à la fin de l'U-192 reste entier.

## Affectations successives
- 4. Unterseebootsflottille du 16 novembre 1942 au 30 avril 1943 (entrainement)
- 10. Unterseebootsflottille du 1er mai 1943 au 6 mai 1943 (service actif)

## Commandement
- Oberleutnant zur See Werner Happe du 16 novembre 1942 au 6 mai 1943

## Patrouilles
|       | Commandant         | Départ        | Départ | Arrivée    | Arrivée | Jours    | Succès |
| ----- | ------------------ | ------------- | ------ | ---------- | ------- | -------- | ------ |
| 1     | Oblt. Werner Happe | 13 avril 1943 | Kiel   | 6 mai 1943 | Coulé   | 24 jours |        |
| Total | Total              | Total         | Total  | Total      | Total   | 24 jours | 0 t    |

Note : Kptlt. = Kapitänleutnant

### Opérations Wolfpack
L'U-192 a opéré avec les Wolfpacks (meute de loups) durant sa carrière opérationnelle :
1. Meise (25 avril 1943 - 27 avril 1943)
2. Star (27 avril 1943 - 4 mai 1943)
3. Fink (4 mai 1943 - 6 mai 1943)

## Navires coulés
L'Unterseeboot 192 n'a ni coulé ni endommagé de navire au cours de l'unique patrouille (24 jours en mer) qu'il effectua